# Vodice (żupania istryjska)
Vodice – wieś w Chorwacji, w żupanii istryjskiej, w gminie Lanišće. W 2011 roku liczyła 16 mieszkańców.